# Distrikt Yunguyo
Der Distrikt Yunguyo liegt in der Provinz Yunguyo in der Region Puno in Südost-Peru. Der Distrikt entstand in den Gründungsjahren der Republik Peru. Er besitzt eine Fläche von 174 km². Beim Zensus 2017 wurden 25.434 Einwohner gezählt. Im Jahr 1993 betrug die Einwohnerzahl 30.360, im Jahr 2007 28.367. Sitz der Provinz- und Distriktverwaltung ist die 3826 m hoch gelegene Stadt Yunguyo mit 11.946 Einwohnern (Stand 2017). Yunguyo befindet sich 110 km ostsüdöstlich der Regionshauptstadt Puno.

## Geographische Lage
Der Distrikt Yunguyo befindet sich am Titicacasee zentral in der Provinz Yunguyo. Er erstreckt sich beiderseits des Isthmus von Yunguyo. Im Westen umfasst er die Nordostflanke des Vulkans Cerro Khapia und reicht bis zu dessen 3809 m hohen Gipfel.
Der Distrikt Yunguyo grenzt auf dem Festland im Süden an den Distrikt Copani, im Südwesten an die Distrikte Zepita und Pomata (beide in der Provinz Chucuito) sowie im Westen an den Distrikt Cuturapi. Auf der Copacabana-Halbinsel grenzt der Distrikt Yunguyo im Norden an Bolivien sowie im Osten an den Distrikt Ollaraya.

## Ortschaften
Im Distrikt gibt es neben dem Hauptort folgende größere Ortschaften:
- Aynacha (207 Einwohner)
- Callacami Aychuyo (348 Einwohner)
- Central Aychuyo (381 Einwohner)
- Chicanihuma Bajo (222 Einwohner)
- Hunumani (267 Einwohner)
- Ingavi (261 Einwohner)
- Ingavi Chinumani (309 Einwohner)
- Kasani (200 Einwohner)
- Kily Yanapata (310 Einwohner)
- Pajana San Agustin (303 Einwohner)
- Villamar Aychuyo (404 Einwohner)